# 121 v.Chr.
121 v.Chr. is een jaartal volgens de christelijke jaartelling.

## Gebeurtenissen

### China
- De Chinese veldheer Huo Qubing verslaat de Xiongnu en verovert het oosten van Gansu.

### Italië
- Lucius Opimius en Quintus Fabius Maximus Allobrogicus, worden door de Senaat benoemd tot consul van het Imperium Romanum.
- In Rome breekt een volksopstand uit, Lucius Opimius vaardigt een senatus consultum ultimum uit, een noodverordening om de Romeinse Republiek te verdedigen en de orde te herstellen. Hij onderdrukt met geweld een massaprotest van Gaius Sempronius Gracchus en Marcus Fulvius Flaccus op de Aventijn (een van de zeven heuvels van Rome), op de vlucht worden ze door politieke militanten vermoord.
- Op het Forum Romanum worden ongeveer 3.000 aanhangers van Gaius Gracchus voor de rechtbank gedaagd en in het openbaar geëxecuteerd. Lucius Opimius laat na de onrust de Tempel van Concordia (Eendracht) herbouwen aan de voet van de Capitolijn en bouwt de naar hem vernoemde Basilica Opimia ernaast.
- Quintus Fabius Maximus verslaat in Gallia Transalpina, de Keltische stammen de Allobroges en de Arverni in Auvergne. In Rome houdt hij een spectaculaire triomftocht, waarbij koning Bituitus in zijn zilveren harnas door de straten wordt meegevoerd. Quintus Fabius laat uit de opbrengst van de geplunderde goederen uit Gallië, op het Forum Romanum de Boog van Fabius bouwen en krijgt door de Senaat als overwinnaar van de Allobroges, het agnomen "Allobrogicus".
- De Romeinen veroveren het gebied van de Allobroges in Savoye en voegen het toe aan de Romeinse provincie Gallia Narbonensis (tegenwoordig Provence).

### Syrië
- De 20-jarige Antiochus VIII Grypos (121 - 114 v.Chr.) bestijgt als koning de troon van de Seleuciden en dwingt zijn moeder Cleopatra Thea zelfmoord te plegen.

## Geboren
- Publius Sulpicius Rufus (~121 - ~88 v.Chr.), Romeins redenaar en staatsman

## Overleden
- Cleopatra Thea (~164 v.Chr. - 121 v.Chr.), koningin van het Seleucidenrijk (Syrië) (~43)
- Gaius Sempronius Gracchus (~154 v.Chr. - 121 v.Chr.), Romeins tribunus en staatsman (~33)
- Marcus Fulvius Flaccus (~168 v.Chr. - 121 v.Chr.), Romeins tribunus, consul en staatsman (~47)